# Ken Sei Mogura: Street Fighter II
Ken Sei Mogura: Street Fighter II (拳聖土竜) est un jeu vidéo d'action développé par Togo et Sigma et édité par Capcom en 1994 sur CP System,.

## Système de jeu
Le principe du jeu est la chasse aux taupes.